# Metanapis tectimundi
Metanapis tectimundi är en spindelart som först beskrevs av Brignoli 1978.  Metanapis tectimundi ingår i släktet Metanapis och familjen Anapidae.
Artens utbredningsområde är Nepal. Inga underarter finns listade i Catalogue of Life.